# Celestus fowleri
Celestus fowleri är en ödleart som beskrevs av  Schwartz 1971. Celestus fowleri ingår i släktet Celestus och familjen kopparödlor. IUCN kategoriserar arten globalt som otillräckligt studerad. Inga underarter finns listade i Catalogue of Life.